# クローズドソース
クローズドソース（closed source）は、オープンソースの定義を満たさないライセンスに対して使用される語句である。一般に、プログラムのバイナリのみが配布され、ソースコードへのアクセスが許可されていないことを意味する。このため、実用的な目的でソフトウェアに変更を加えることが技術的に不可能になる。このようなプログラムのソースコードは通常企業秘密とみなされる。秘密保持契約などを結ぶことで、第三者がソースコードにアクセスできるようになる場合もある。
クローズドソースという語句には後述するような曖昧性があるため、この語句を使用する際には注意が必要である。

## 名称の曖昧性
「クローズドソース」という語句は、プログラムのソースコードにアクセスすることができないということを暗示している。しかしこの語句を「オープンソース」の対義語として解釈すると（オープンソースの定義を満たさないソフトウェアを指すとすると）、わずかに意味が変わってくる。
マイクロソフトのシェアードソースはソースコードにアクセスすることが可能でありながらオープンソースでないものの例である。もしクローズドソースを「オープンソースの定義を満たさないもの」とすると、シェアードソースはクローズドソースに含まれることになる。逆に、「ソースコードにアクセスすることができないもの」とすると、含まれないことになる。

### ソースコードライセンス
ソースコードの守秘義務を課してソースコードを提供するライセンス体系をソースコードライセンスと呼ぶ。プロプライエタリソフトウェアの開発を支援する製品群という性格を与え、オープンソースの要件を満たさない。
たとえば、カーネルやミドルウェアなどをユーザが設計したプラットフォームへ移植 (ソフトウェア)を行う場合（ポートライセンスとも呼ぶ）や、高度な安定性を必要とするユーザ自身による詳細な検証を必要とされる場合など、特殊な場合にソースコードライセンスによる販売が行われる。多くの場合に、ユーザが翻案したソースコードにも守秘義務があり、一次財産権への帰属が求められている。ユーザが製作したバイナリコードの配布にはロイヤリティが設定されている。またソースコードライセンスには、不正な取扱いによる競合会社へ流出、GPL汚染といった知的財産権の侵害や、顧客が翻案したコードの帰属権によってバージョン管理に対するコストが嵩むといった問題点がある。